# شهرک زوردگان

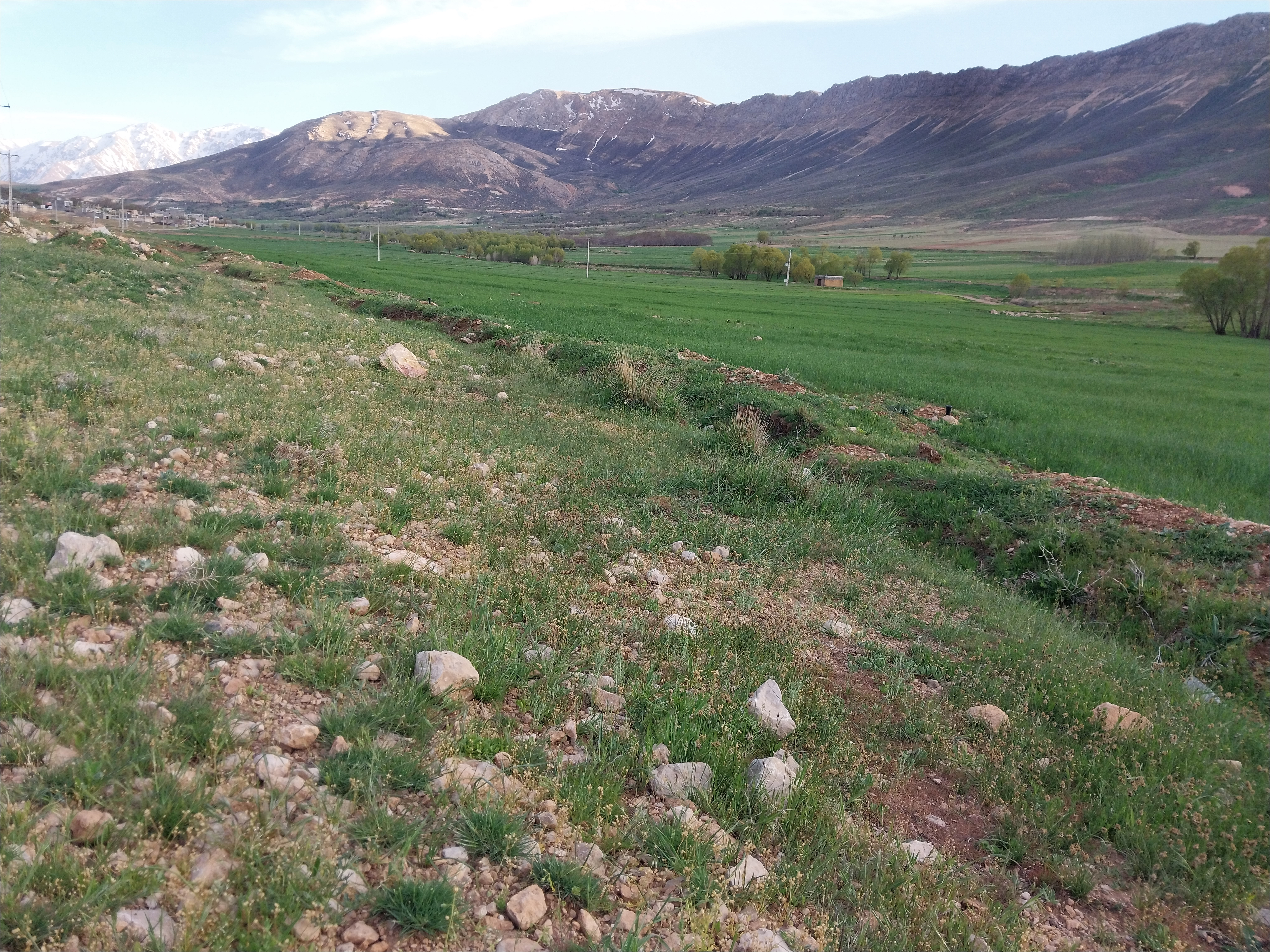

شهرک زِوِردگان نو  از توابع شهرستان کیار در استان چهارمحال و بختیاری است که درفاصله۴ کیلومتری شهر گهرو و در فاصله ۳ کیلومتری تالاب بین المللی چغاخور قرار دارد. منطقه زوردگان دارای چشمه ها و رودخانه های فراوان  و زمین های حاصلخیز است. این منطقه دارای چشم اندازکوه دارای برف کوه کلار و دشت چغاخور است. 

## جمعیت و موقعیت جغرافیایی
شهرک زِوِردگان در مسیر شهرکرد به تالاب چغاخور قرار دارد که در فاصله ۴کیلومتری از شهر گهرو  و در فاصله ۳ کیلومتری از تالاب بین المللی چغاخور قرار گرفته است  براساس سرشماری مرکز آمار ایران در سال ۱۳۹۵، جمعیت آن ۱۰۵۳ نفر (۱۸۰خانوار) بوده‌است.